# Битва при Остроленке (1831)
Сражение при Остроленке — сражение между русскими и польскими войсками, состоявшееся возле Остроленка 14 (26) мая 1831 года в ходе подавления Польского восстания 1830 года.

## История
В 1831 году, после безрезультатного движения польского главнокомандующего Скржинецкого против русской гвардии, главные силы поляков отошли к Остроленке: одна часть их расположилась на правом берегу Нарева, а другая, под командой Лубенского, прикрывала доступы к городу на левом берегу.
Атакованный превосходящими силами русских, Лубенский должен был поспешно отступить за Нарев; прикрывавшая это отступление бригада Богуславского была совершенно разбита, а сам город занят русскими войсками, вслед за тем перешедшими на правый берег. Поляки несколько раз бросались вперёд, но атаки их были отражены отрядом генерала К. Е. Мандерштерна, чему особенно содействовали русские батареи, развернувшиеся на левом берегу Нарева.
По прибытии подкреплений успех окончательно начал склоняться на сторону России. Поляки потеряли около 1/2 сражавшихся, и в том числе многих из старших начальников, среди них, генералы Л. Кицкий и Г. Каменский; урон их превышал 9 тысяч человек, со стороны русских выбыло из строя около 5 тысяч. С наступлением темноты поляки начали отступление к Варшаве; русский главнокомандующий, граф Дибич, только на следующее утро послал для их преследования весьма незначительные силы и этим утратил возможность окончательно уничтожить неприятельскую армию.
Кроме того, через три дня после сражения Дибич скончался от холеры (29 мая), что не позволило русской армии развить темп наступления на Варшаву. Несмотря на это, победа при Остроленке имела весьма важные для России последствия: потери, понесённые поляками, значительно ослабили их армию, и особенно чувствительна была для них утрата старых солдат. Вместе с тем войска перестали доверять Скржинецкому.
- Сражение под Остроленкой. Худ. Георг Бенедикт Вундер.
- Битва под Остроленкой. Художник - Юлиуш Коссак (1873)